# Паризька митрополія
Паризька митрополія (фр. Province ecclésiastique de Paris) — одна з 15 митрополій римо-католицької церкві у Франції. Заснована 1622 року. До її складу входять Паризька архідієцезія та 7 дієцезій. Головною святинею є кафедральний Собор паризької Богоматері.